# Vương tộc Tudor
Triều đại Tudor hoặc Nhà Tudor là một Vương thất châu Âu có nguồn gốc từ xứ Wales. Từ năm 1485 đến 1603, Nhà Tudor cai trị Vương quốc Anh và các lãnh thổ, trong đó có Lãnh địa Ireland, về sau là Vương quốc Ireland. Quân vương khởi nghiệp của Triều đại Tudor là Henry VII, một hậu duệ (về phía mẹ) của Vương tộc Anh, Nhà Lancaster. Sau Chiến tranh Hoa Hồng, Nhà Lancaster không còn người kế vị, quyền lực chuyển sang Nhà Tudor.
Henry xác lập uy tín của ông không chỉ là một ứng viên cho những người ủng hộ truyền thống Lancaster, mà còn cho những người bất đồng thuộc phe đối nghịch, Nhà York. Qua chiến trận, ông chiếm được ngai vàng, trở thành Vua Henry VII. Chiến thắng càng vững chắc hơn sau khi ông kết hôn với Elizabeth xứ York, cuộc hôn nhân được xem như là biểu tượng của sự thống nhất giữa các phe phái tranh chấp nay sống chung dưới triều đại mới. Nhà Tudor mở rộng lãnh thổ bằng cách sáp nhập xứ Wales và củng cố quyền cai trị trên Vương quốc Ireland. Họ cũng công bố danh hiệu truyền thống Vua nước Pháp dù không ai trong số họ thực thi quyền này, và dù Henry VIII từng gây chiến với Pháp để cố đòi lại danh hiệu ấy. Con gái ông, Mary I, đánh mất danh hiệu này vĩnh viễn sau khi để mất Calais về tay người Pháp trong năm 1558.
Tổng cộng, Triều đại Tudor kéo dài hơn một thế kỷ với năm quân vương (nếu không kể Jane Grey thoái vị sau chín ngày). Henry VIII nối ngôi Henry VII, là người kế vị nam giới duy nhất còn sống đến tuổi trưởng thành. Năm 1603, Nhà Stuart nắm quyền khi quân vương sau cùng của Nhà Tudor, Elizabeth I, băng hà mà không có con. Chính những người thuộc Nhà Tudor lại không thích tên Tudor (bởi vì người Tudor đầu tiên có xuất thân thấp hèn), do đó tên Tudor không được sử dụng nhiều mãi cho đến cuối thế kỷ 18.
Trong thời trị vì của triều đại Tudor, nước Anh chứng kiến những biến động chưa từng xảy ra trước đó. Năm quân vương thuộc Nhà Tudor đã đem đến những thay đổi triệt để mà ảnh hưởng của chúng trên đất nước này vẫn còn kéo dài cho đến ngày nay.
Kể từ lúc Henry VII đăng quang năm 1485 cho đến khi Elizabeth băng hà năm 1603, định chế tôn giáo cũ đã bị xóa bỏ, những khu định cư ở Tân Thế giới được thiết lập, Lực lượng Hải quân Hoàng gia được hình thành và các cường quốc truyền thống ở Âu châu bị thách thức.

## Xuất thân
Henry VII của Nhà Tudor, về họ mẹ, là hậu duệ của John Beaufort, một trong những con ngoại hôn của Vương tử John xứ Gaunt, Công tước Lancaster - một người con của Edward III của Anh, với người tình lâu năm của ông, Katherine Swynford. Chính thức thì hậu duệ con ngoại hôn của Vương thất Anh không có quyền kế vị, nhưng tình hình trở nên phức tạp khi Gaunt và Swynford sau cùng cũng kết hôn với nhau vào năm 1396, lúc ấy John Beaufort đã 25 tuổi. Bởi một chỉ dụ của Giáo hoàng, giáo hội công bố Beaufort là con chính thức nhưng vẫn không được quyền kế vị.
Tuy nhiên, nhà Beaufort là đồng minh thân cận với các hậu duệ chính thức của Gaunt trong cuộc hôn nhân đầu tiên, vương tộc nhà Lancaster.
Cháu gái John Beaufort, Margaret Beaufort, người có quyền kế vị, kết hôn với Edmund Tudor. Edmund Tudor là con trai quan cận thần Owen Tudor với Catherine của Pháp, Vương hậu của Vua Henry V thuộc nhà Lancaster đồng thời là mẹ ruột của Henry VI của Anh. Edumund Tudor là con ngoại hôn, dù vậy nhờ thiện ý của Vua Henry VI mà họ được hưởng tài sản lớn.
Ngày 15 tháng 12 năm 1449, Edmund Tudor trở thành Bá tước Richmond rồi kết hôn với Margaret Beaufort, chắt của John xứ Gaunt, tổ tiên của dòng họ Lancaster. Edmund mất ngày 3 tháng 11 năm 1456. Ngày 28 tháng 11 năm 1457, Margaret Beaufort sinh một con trai, Henry Tudor, tại Lâu đài Pembroke. Đó là khởi đầu của nhà Tudor.
Henry Tudor trải qua thời thơ ấu tại Lâu đài Raglan của Bá tước Pembroke, một nhân vật có nhiều ảnh hưởng ở xứ York Sau khi Henry VI và con trai, Edward, bị giết trong năm 1471, Henry trở thành trụ cột của nhà Lancaster. Henry được đưa đến sống ở Bretagne thuộc Pháp vì lý do bảo toàn tính mạng khỏi sự dòm ngó của nhà York, mẹ của Henry là phu nhân Margaret Beaufort ở lại nước Anh và tái hôn liên tiếp với các nhà quý tộc có thế lực như Henry Stafford rồi Thomas Stanley để che giấu mình khỏi ánh mắt của người nhà York. Trong lúc thanh danh của Vua Richard III bị suy giảm, Margaret Beaufort liên kết với những cư dân York bất mãn nhằm thành lập một liên minh ủng hộ con trai của bà. Hai năm sau khi Richard III đăng quang, Henry và Jasper Tudor dẫn quân đến Thủy lộ Milford Haven đánh bại Richard III trong Trận Bosworth, Henry Tudor xưng Vương ngay trong trận chiến, trở thành Vua Henry VII của nước Anh.

## Các quân vương

### Henry VII

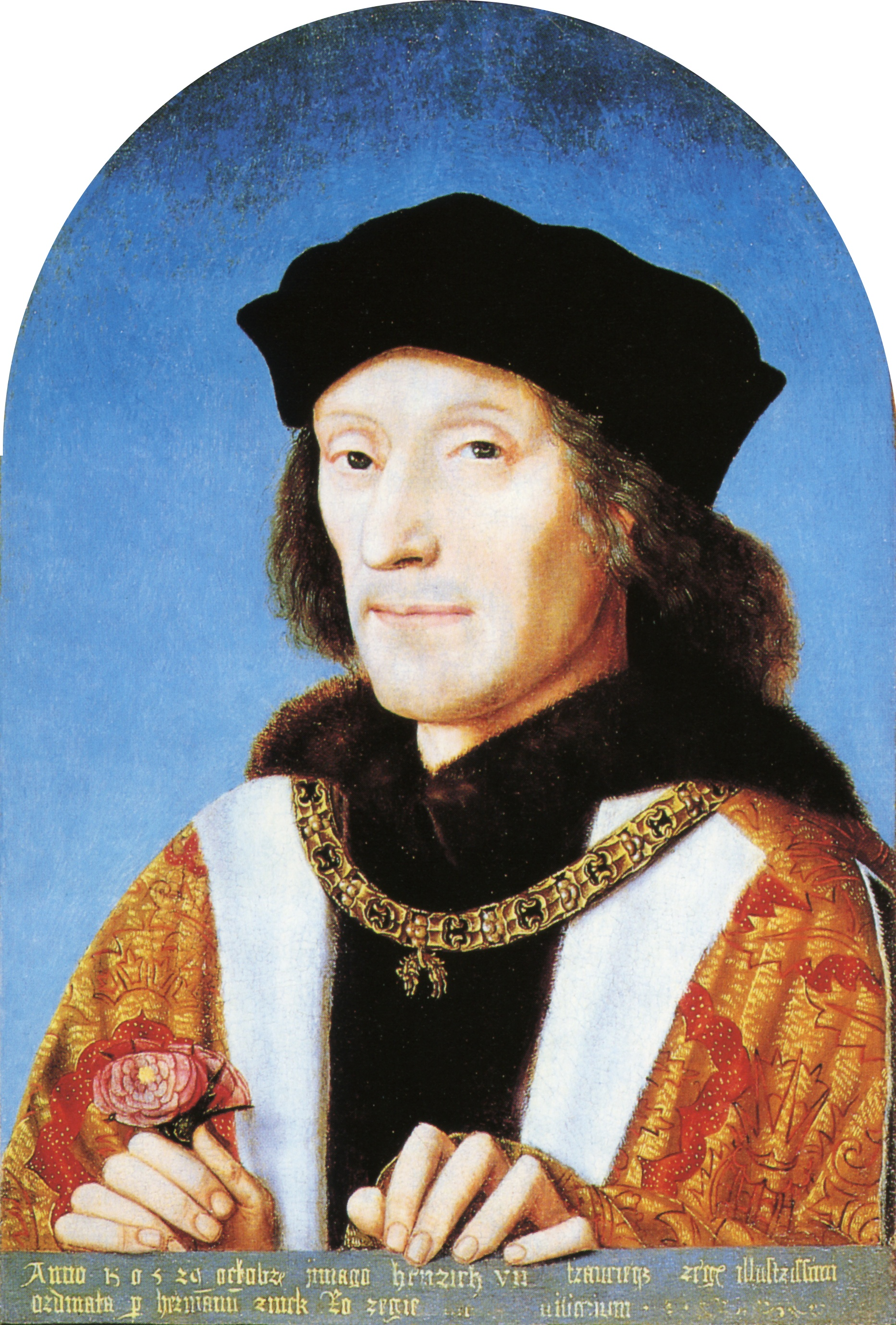
Henry VII, người sáng lập Vương triều Tudor.

Quốc vương Henry VII chấm dứt cuộc nội chiến tranh giành quyền lực, thành lập Vương triều Tudor, hiện đại hóa chính quyền và luật pháp nước Anh.
Mối quan tâm hàng đầu của Henry VII là củng cố quyền lực. Ngày 18 tháng 1 năm 1486 tại Điện Westminster, nhà vua làm lễ cưới với Elizabeth xứ York. Hai người là anh em họ đời thứ ba, đều là chắt của John of Gaunt. Cuộc hôn phối đoàn kết hai gia tộc đang tranh chấp với nhau: Lancaster và York. Gia huy của Nhà Tudor là hoa hồng Tudor, một sự kết hợp giữa hoa hồng trắng của Nhà York với hoa hồng đỏ của Nhà Lancaster.
Bốn người con của Henry và Elizabeth còn sống đến tuổi trưởng thành là Arthur, Thân vương xứ Wales; Henry, Công tước xứ Richmond; Margaret, kết hôn với James IV của Scotland; và Mary, kết hôn với Louis XII của Pháp. Một trong những mục tiêu của Henry VII trong ngoại giao là củng cố vương triều thông qua các cuộc hôn nhân. Năm 1503, Ông gả con gái mình là Margaret Tudor cho James IV của Scotland. Một trăm năm sau, hai vương quốc Anh và Scotland thống nhất khi Elizabeth I, quân vương cuối cùng của Nhà Tudor băng hà mà không có con nối ngôi, James VI của Tô Cách Lan, hậu duệ của James IV và Margaret, là người thừa kế chính thức trở thành James I của vương quốc Anh thống nhất.
Năm 1501, Henry VII cưới Catalina xứ Aragón cho con trai cả Arthur để lập liên minh với Quân chủ Công giáo của Tây Ban Nha. Song, chỉ bốn tháng sau đám cưới, Arthur qua đời, Henry trở thành người nối ngôi. Dù đã có được phép miễn trừ của giáo hoàng để Henry được phép cưới góa phụ của anh trai, Henry VII vẫn chần chừ.
Henry VII không muốn dấn sâu vào chính trường châu Âu. Ông chỉ để mình vướng vào hai cuộc chiến, một là vào năm 1489 trong đợt khủng hoảng Breton và cuộc xâm lăng Brittany, lần kia từ năm 1496-97 nhằm trả đũa Scotland khi nước này ủng hộ Perkin Warbeck và xâm lấn phía bắc nước Anh. Năm 1492, Henry VII ký hòa ước với Pháp và, do cuộc nổi loạn năm 1497, ông quyết định chấm dứt chiến tranh với Scotland. Năm 1502, Henry ký hòa ước với James IV dọn đường cho cuộc hôn nhân của James với con gái ông, Margaret. Một mối quan tâm khác của Henry VII là tìm cách gia tăng ngân sách hoàng gia. Trong thời trị vì của Henry VII, Anh trở thành một trong những quốc gia giàu có nhất Âu châu.
Ngày 21 tháng 4 năm 1509, Henry VII mất vì bệnh lao phổi, để lại cho con trai, Henry VIII, một triều chính ổn định, một chính phủ linh hoạt, một đất nước phồn vinh và đoàn kết.

### Henry VIII

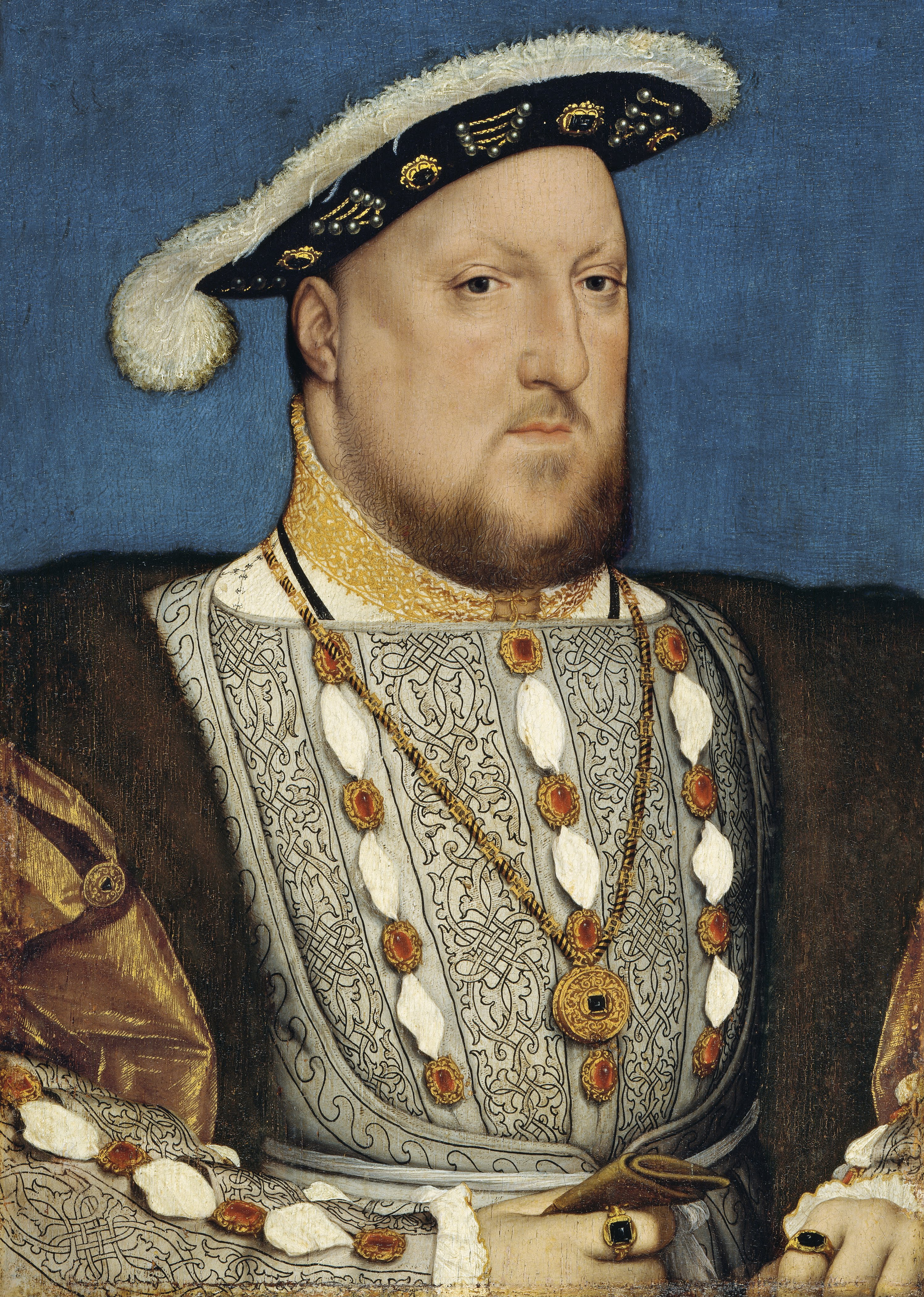
Chân dung Henry VIII

Là một trong những quân vương nổi tiếng nhất trong lịch sử nước Anh, Henry VIII kết hôn sáu lần, cắt đứt quan hệ với giáo hoàng ở Rô-ma, thành lập Giáo hội Anh, và khởi xướng cuộc cải cách tôn giáo.
Ngày 11 tháng 6 năm 1509, Tân vương Henry VIII kết hôn với Catalina của Aragón. Vào ngày 24 tháng 6 cùng năm, Quốc vương và Vương hậu cùng đăng quang tại Điện Westminster. Lúc đầu, Henry chẳng mấy quan tâm đến chính sự nhưng buông mình chìm đắm trong cuộc sống xa hoa và dành đam mê cho các môn thể thao. Song, hai năm sau nhà vua khởi quan tâm đến các chiến lược quân sự, rồi chăm chú vào triều chính. Thời trẻ tuổi, Henry là người lịch thiệp, nhã nhặn trong các cuộc tranh luận, và thường tìm kiếm sự đồng thuận hơn là thích ra lệnh, được nhiều người xem như là một quân vương hào phóng, nhân hậu, và dễ gần. Tuy nhiên, hình ảnh của nhà vua lúc về già lại khác hẳn: béo phì, xốc nổi, và tàn độc.
Catherine không thể có con trai như Henry mong đợi: con gái đầu chết lưu thai, kế tiếp là một con trai chết chỉ 52 ngày sau khi chào đời. Lại thêm một đứa bé chết lưu thai trước khi Mary ra đời năm 1516. Không có con trai để nối ngôi và sự chênh lệch tuổi tác, Vương hậu lớn hơn nhà vua sáu tuổi, Henry sai Hồng y Thomas Wolsey đến Rome để thuyết phục Giáo hoàng cho phép tiêu hôn – tức là tuyên bố cuộc hôn nhân không hề tồn tại. Song, do áp lực dữ dội từ cháu của Catalina - Karl V của Thánh chế La Mã, nhân vật quyền lực nhất châu Âu thời bấy giờ, Giáo hoàng phải từ chối yêu cầu này. Quốc hội Anh ban hành luật cắt đứt quan hệ với Công giáo La Mã, tuyên bố nhà vua là Lãnh đạo Tối cao của Giáo hội Anh.
Tân Tổng Giám mục Canterbury, Thomas Cranmer, tuyên bố hủy bỏ cuộc hôn nhân của Henry với Catherine, Henry VIII sau đó cưới Anne Boleyn. Ngày 7 tháng 9 năm 1533, Anne hạ sinh một con gái, Elizabeth, đặt theo tên của bà nội. Tháng 5 năm 1536, Anne bị bắt giam, bị gán cho những tội danh như phản quốc, phù thủy, và loạn luân, dẫn đến cuộc xử tử bà cùng năm ấy. Không lâu sau Henry VIII kết hôn lần thứ ba, lần này với Jane Seymour. Năm 1537, Jane sinh một con trai, người sẽ kế vị Henry VIII để trở thành Vua Edward VI. Mười hai ngày sau khi sinh, Jane qua đời, Henry VIII bị suy sụp dữ dội. Cùng lúc ấy, Thomas Cromwell thành công trong nỗ lực thống nhất Anh và xứ Wales.
Năm 1540, do sự sắp đặt của Cromwell, Henry kết hôn với Anna xứ Kleve, con gái của một công tước Tin Lành người Đức. Cuộc hôn nhân chỉ kéo dài 7 tháng do nhà vua không thích nhan sắc của Vương hậu. Với sự đồng ý của Anne, Henry quyết định hủy hôn. Ngày 28 tháng 7 năm 1540, Cromwell bị chém đầu. Cũng sau đó, Anne sống cả đời như một trinh nữ và không lấy ai nữa. Ngay sau đó Henry lại tái hôn. Lần cưới vợ thứ năm của Henry là với Catherine Howard, cháu gái của Thomas Howard, Công tước Norfolk. Howard hi vọng Catherine sẽ thuyết phục Henry đem nước Anh trở lại với Công giáo. Henry gọi Catherine là "bông hồng không gai", nhưng hôn nhân này là một thất bại. Catherine dan díu với Thomas Culpeper, một cận thần của Henry. Catherine bị xử tử ngày 13 tháng 2 năm 1542 vì bị gán tội ngoại tình. Năm 1543, Henry kết hôn với Catherine Parr, một tín hữu Kháng Cách. Bà suýt bị cầm tù vì cố giới thiệu với Henry giáo lý Lutheran khi chăm sóc nhà vua trên giường bệnh. Catherine Parr giúp Henry hòa giải với hai cô con gái, Mary và Elizabeth. Bà cũng tạo lập một mối quan hệ tốt đẹp với thái tử Edward.
Trong khi đó, Edward hấp thụ nền giáo dục Kháng Cách từ những giáo thụ như Giám mục Richard Cox, John Belmain, và Sir John Cheke. Những phụ nữ có nhiệm vụ chăm sóc Edward như Blanche Herbert, Lady Troy, đều là tín hữu Kháng Cách.
Mặc dù động lực chính thúc đẩy mọi hoạt động của Henry là vì quyền lợi của vương triều và những tham vọng cá nhân, và dù chưa bao giờ chối bỏ các giáo lý căn bản của Giáo hội Công giáo, thời trị vì của Henry đã tạo nên bước ngoặt quan trọng trong lịch sử vương quyền Anh. Quyết định của Henry tách khỏi Rô-ma trong những năm 1533 – 1534 đã có hệ quả lâu dài trên dòng chảy lịch sử, và không chỉ giới hạn trong những năm trị vì của triều đại Tudor, không chỉ là yếu tố thúc đẩy tiến trình chuyển đổi nước Anh trở thành một cường quốc mà còn tước bỏ quyền lực chính trị và kinh tế khỏi giáo hội để trao cho giới cầm quyền nước Anh thông qua việc truất hữu tài sản và đất đai của các tu viện – một biện pháp ngắn hạn nhưng có hiệu quả xã hội lâu dài. Từ 15 tàu chiến thừa kế từ vua cha, Henry VIII xây dựng lực lượng hải quân tới năm 1540 được 45 chiếc để có thể đối đầu với hải lực của Pháp và Tây Ban Nha. Henry VIII có công thiết lập mạng lưới bưu điện quốc gia phục vụ Vương thất. Tất cả thị trấn trong nước đều phải dự bị ngựa để chuyển phát thư tín của triều đình. Đến năm 1635, vua Charles I mở rộng hệ thống này cho toàn dân – là sự khởi đầu của mạng lưới bưu chính cho đến ngày nay. Trong thời trị vì của Henry, quyền lợi quốc gia phát triển đáng kể, và nhà vua đã khá thành công trong nỗ lực biến nước Anh trở thành một thế lực quan trọng ở châu Âu dù phải chịu hao tốn nhiều tiền của.
Henry VIII băng hà ngày 28 tháng 1 năm 1547, được an táng cạnh Jane Seymour trong Nhà nguyện St George tại Lâu đài Windsor.

### Edward VI

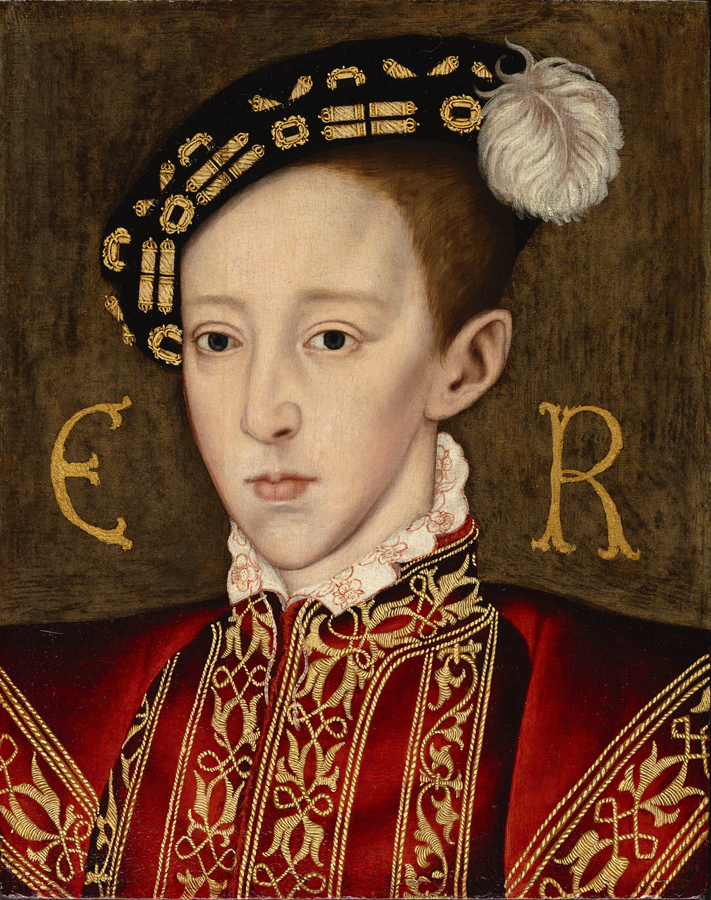
Edward VI (c. 1550)

Lên ngôi lúc 9 tuổi và băng hà ở tuổi 15, nhưng thời trị vì ngắn ngủi của Edward VI chứng kiến một giai đoạn khai mở trọn vẹn nền thần học Tin Lành ở nước Anh.
Edward là con của Henry VIII với người vợ thứ ba, Jane Seymour, bà mất chỉ vài ngày sau khi sinh Edward. Là con hợp pháp duy nhất của Henry VIII (con của những bà vợ đã ly dị không được xem là hợp pháp), Edward nối ngôi cha khi mới chín tuổi. Mặc dù thông mình trước tuổi và được hưởng một nền giáo dục tinh hoa, Edward không có thể chất tốt. Henry VIII đã sắp đặt một hội đồng nhiếp chính, nhưng Edward Seymour, Công tước Somerset – bác của Edward – tiếm quyền và tự phong Lord Protector. Somerset và Thomas Cranmer muốn biến Anh Quốc trở thành một đất nước Kháng Cách. Mùa hè năm 1549 bùng nổ cuộc nổi dậy của nông dân tại West Country chống lại Sách Cầu nguyện chung mới vừa ban hành; trong khi đó, cuộc nổi dậy ở Norfolk chỉ nhằm phản kháng những bất công. Cùng lúc, Pháp tuyên chiến với Anh. Sau khi trấn áp cuộc nổi dậy ở Norfolk, John Dudley, Bá tước Warwick, hạ bệ, cầm tù rồi xử tử Somerset. Dudley, trở thành Công tước Northumberland, cai trị đất nước. Cuộc cải cách tôn giáo được đẩy mạnh. Thomas Cranmer, Tổng Giám mục Canterbury, là người thiết kế cuộc cải cách tôn giáo, quảng bá nền thần học Kháng Cách, và ban hành Sách Cầu nguyện chung năm 1552, vẫn còn sử dụng cho đến ngày nay.
Edward trở bệnh, Northumberland thuyết phục nhà vua ban hành luật kế vị mới, tuyên bố Mary là bất hợp pháp và truyền ngôi cho Lady Jane Grey, con dâu của Northumberland. Jane Grey là chắt của Henry VII. Chín ngày sau khi lên ngôi, Jane Grey bị lật đổ, rồi bị hành quyết sau bốn tháng giam giữ. Mary, con gái của Henry VIII với người vợ đầu, Catalina của Aragón, trở thành Nữ vương nước Anh.

### Mary I

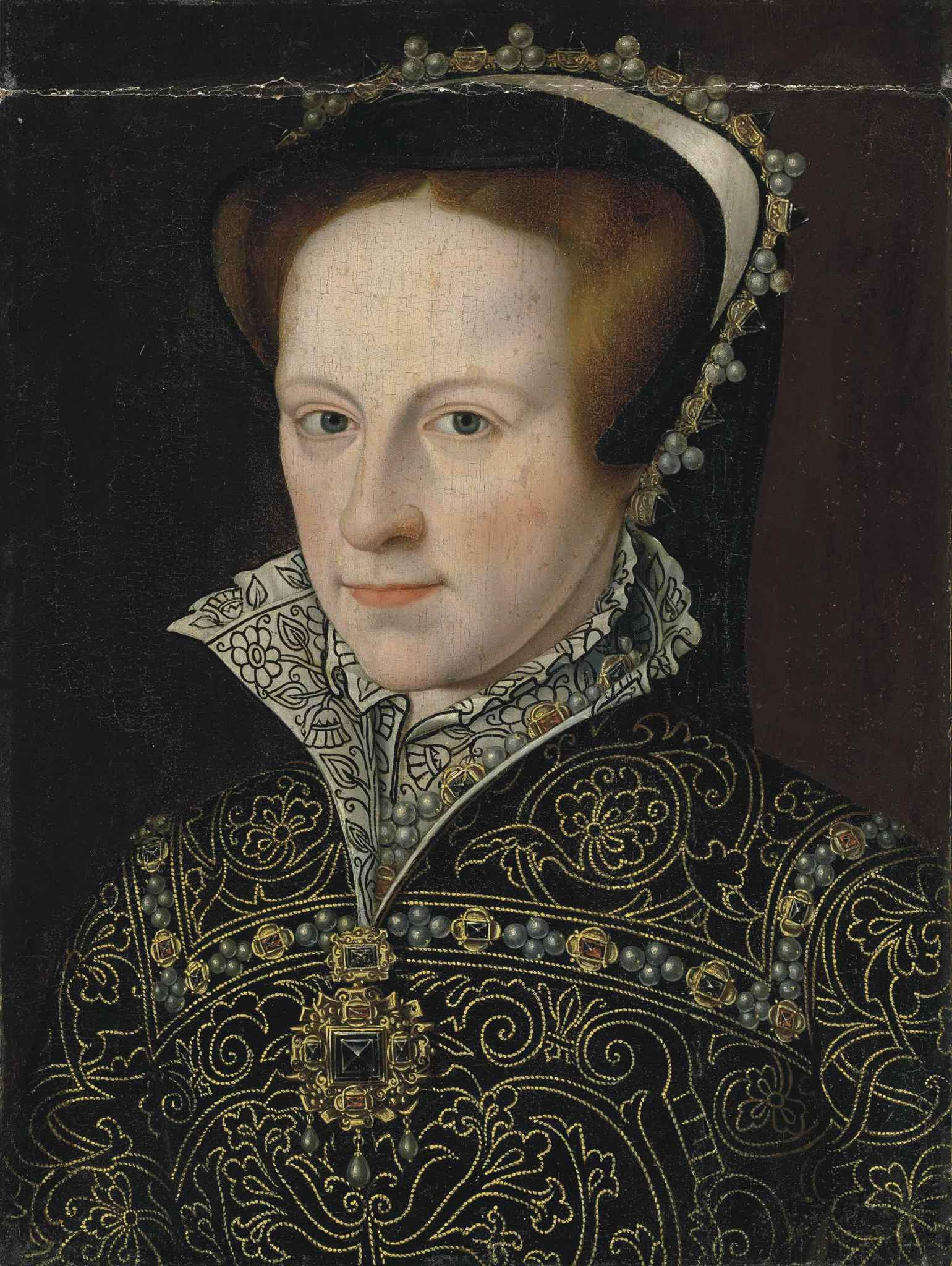
Mary I (1554)

Là Nữ vương đầu tiên của nước Anh, Mary I bị gọi là "Mary khát máu" vì đã bách hại người Kháng Cách trong nỗ lực không thành cố phục hồi Công giáo trên đất nước này.
Mary Tudor là con gái của Henry VIII và Catalina của Aragón. Thông qua mẹ, Infanta Catalina của Aragón, Mary là cháu ngoại của Quân chủ Công giáo, Song vương Ferrando II của Aragón và Isabel I của Castilla. Như vậy, bà là em họ của Karl V, Hoàng đế Thánh chế La Mã, một Hoàng đế quyền lực ở Châu Âu và là lãnh đạo của nhà Habsburg. Sau khi Henry hủy hôn với Catalina, Mary bị xem là người con hoang do điều luật hôn nhân khi ấy, lẽ dĩ nhiên Mary cũng bị tước bỏ danh hiệu Vương nữ của Vương thất, mất đi quyền thừa kế và đặc biệt hơn là không được phép gặp cha mẹ. Thời điểm Catalina qua đời, Mary không được gặp mẹ mình, tạo nên nỗi hiềm khích sâu sắc giữa Mary với cha bà, Vua Henry VIII. Tuy nhiên, dưới sự tác động của Vương hậu Jane Seymour, vợ kế của Henry VIII, Mary lại làm lành với vua cha, và bà tiếp tục trở thành đứa con gái được nhà vua yêu quý khi được phép trở về sống trong triều đình Tudor. Nhẫn nại để có một cuộc sống tốt hơn, Mary bắt buộc phải tuân theo yêu cầu của Henry VIII, trong đó có việc phải xem hôn nhân giữa ông và Catalina đã không còn hợp lệ, và Mary đã phải chấp nhận những điều khoản này, để đổi lại bà được cung cấp nữ hầu theo đúng địa vị của mình cùng với những lãnh địa, lâu đài được ban bởi Henry VIII với địa vị của một Vương nữ.
Năm 1553, ngày 6 tháng 7, Quốc vương Edward VI băng hà. Lo sợ người chị cả cùng cha khác mẹ lên ngôi sẽ khiến cho Công giáo được khôi phục vì Mary là một tín đồ Công giáo, Vua Edward đã viết di chúc, chỉ định Jane Grey nối ngôi. Song, với sự ủng hộ của dân chúng, Mary tiến vào London và phế truất Jane. Năm 1554, sau khi dẹp cuộc nổi dậy của Sir Thomas Wyatt, Mary kết hôn với Quốc vương Felipe II của Tây Ban Nha, dụng tâm đem nước Anh trở lại với Công giáo và phục hồi luật chống Anh giáo của phái Kháng Cách, thứ mà Mary xem là tà giáo ung nhọt. Những động thái này của Nữ vương đều không được lòng dân, bởi vì trong nhiều năm chịu cải cách của hai cha con Henry VIII và Edward VI, dân chúng Anh đã xem Anh giáo là chính thống. Bên cạnh đó, dân Anh không tin cậy Phillip vì ông là Quốc vương của Tây Ban Nha, hơn nữa nhiều người ở Anh đang hưởng lợi nhờ chính sách của Henry VIII giải thể các tu viện cũng như thu hồi đất đai và tài sản của giáo hội.
Trong vòng 3 năm, gần 300 người Kháng Cách bị đem lên giàn thiêu. Lại thêm thất bại trong chiến tranh khiến nước Anh mất Calais về tay người Pháp trong tháng 1 năm 1558. Không con cái, bệnh tật hành hạ và bị Philip bỏ rơi, Mary băng hà ngày 17 tháng 11 năm 1558, sau 3 năm trị vì. Người em gái khác mẹ, cũng là con gái của Anne Boleyn, Elizabeth Tudor, trở thành người kế vị ngai vàng của nhà Tudor.

### Elizabeth I

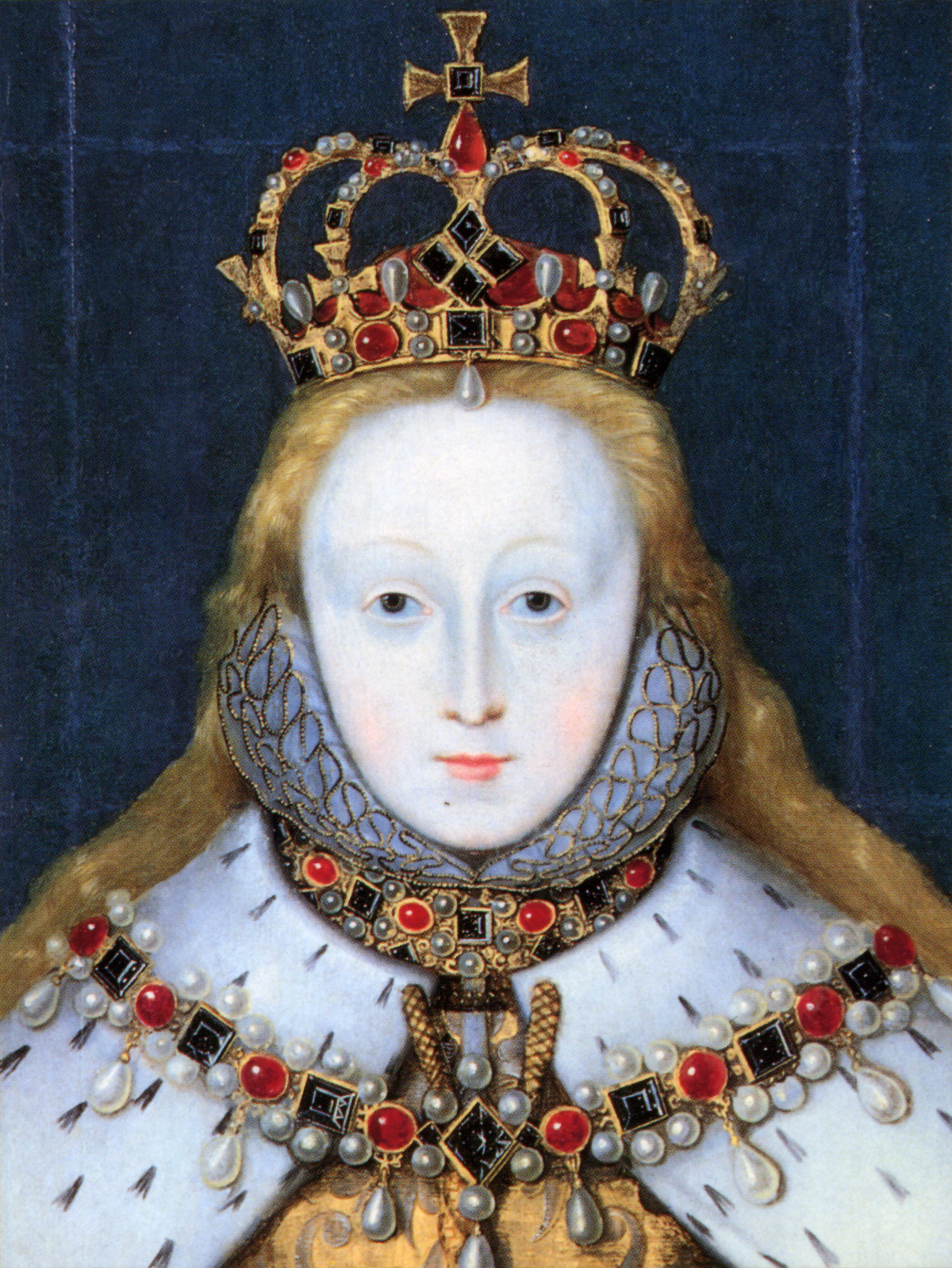
Chân dung Elizabeth I khi đăng quang.

Elizabeth I là một trong những quân vương vĩ đại nhất của nước Anh – có lẽ là người vĩ đại nhất. Hải quân của Nữ vương đánh bại đại hạm đội của Tây Ban Nha và cứu nước Anh khỏi họa xâm lăng. Nữ vương củng cố đức tin Tin Lành và xây dựng đất nước trở thành một quốc gia độc lập và hùng cường.
Elizabeth Tudor, con gái của Anne Boleyn, đã đem nước Anh trở lại với đức tin Kháng Cách, nhưng Nữ vương không áp đặt chính sách tôn giáo nghiêm nhặt, tuyên bố rằng bà không muốn "săm soi vào linh hồn của thần dân". Bà quyết định không kết hôn bởi vì bà muốn nước Anh không bị các gia tộc nước ngoài chi phối cũng như muốn tránh sự phân hóa nội bộ vì những tranh chấp có thể xảy ra liên quan đến cuộc hôn nhân của bà. Khi còn trẻ, Elizabeth có một tuổi thơ đầy khó khăn. Chứng kiến mẹ bà bị xử tử theo lệnh của cha, Elizabeth cũng như người chị Mary đều bị tước bỏ quyền kế vị. Lúc bà được sinh ra, Vua Henry VIII đã thất vọng khi nghe tin đó là con gái, bởi vì thời điểm ấy nhà vua khao khát có một con trai để duy trì dòng tộc Tudor. Khi mới 2 tuổi rưỡi, mẹ của Elizabeth bị chém đầu để cưới Jane Seymour, và sau đó nhà vua tước bỏ danh hiệu Công chúa của Elizabeth, y hệt việc làm với Mary Tudor. Bà bị bỏ rơi cho đến khi được người vợ cuối cùng của Henry VIII là bà Catherine Parr nhận chăm sóc. Dưới sự bảo hộ của Catherine, Elizabeth được hưởng một nền giáo dục tốt nhất cũng như được học giả của Đại học Cambridge, Roger Ascham, huấn luyện kỹ năng nói trước công chúng. Năm 13 tuổi, Elizabeth đến sống cùng với mẹ kế Catherine Parr. Sau khi vua Henry VIII mất, em trai bà là Edward kế vị. Khi Edward băng hà năm 1553, chị gái cô lên ngôi, lấy  Mary I, .
Nữ vương Mary tiến hành một cuộc thanh trừng đẫm máu nhằm loại bỏ người Kháng Cách. Sau một cuộc nổi dậy chống lại dự tính của Mary kết hôn với Philip của Tây Ban Nha, Elizabeth bị nghi ngờ có dính líu, giam giữ trong Tháp Luân Đôn rồi đưa về quản thúc ở Woodstock, Oxfordshire. Sau khi Mary mất, Elizabeth, 25 tuổi, lên ngôi. Thừa hưởng một đất nước tan tác vì tranh chấp tôn giáo, Nữ vương biết rằng cần phải có sự ủng hộ của thần dân. Bà củng cố Giáo hội Anh, trở thành người lãnh đạo tối cao của giáo hội, ban hành Sách Cầu nguyện chung, và phổ biến Kinh Thánh bản tiếng Anh. Chống lại áp lực của Quốc hội, Elizabeth không chịu kết hôn, nói rằng phúc lợi của đất nước chứ không phải hôn nhân, là ưu tiên của bà.
Thời trị vì của Elizabeth cũng là thời kỳ hoàng kim của nền kịch nghệ Anh. Luật được ban hành nhằm khuyến khích nghệ sĩ tham gia các đoàn lưu diễn, lúc đầu trong các kho vựa, về sau trong những hí viện. Nữ vương thích xem kịch. Đoàn kịch của Lord Chamberlain rất được yêu thích trong thập niên 1590 có sự tham gia của Shakespeare. Viễn kiến của Nữ vương vượt quá biên giới châu Âu nhằm mở rộng giao thương và gia tăng ngân khố quốc gia. Năm 15809, Francis Drake là người Anh đầu tiên đi vòng quanh thế giới bằng thuyền. Tám năm sau, Sir Walter Raleigh, với 100 thủy thủ, thiết lập một khu thuộc địa ở bờ biển phía đông Bắc Mỹ, đặt tên Virginia nhằm vinh danh Elizabeth, [Nữ vương Đồng trinh]. Vì bà chưa từng kết hôn, vấn đề kế vị của Elizabeth gây tranh cãi lớn đương thời. Mary Stuart, em họ của Elizabeth, một giáo dân Công giáo, âm mưu lật đổ bà để có được ngai vàng. Sau nhiều tháng chần chừ vì không muốn xử tử một người thuộc vương tộc Anh, Nữ vương Elizabeth buộc phải đồng ý để Mary bị xử chém đầu. Giáo hoàng thúc giục Philip của Tây Ban Nha cất quân xâm lấn nước Anh. Philip cử hạm đội lừng danh, Armada Tây Ban Nha, tấn công Anh. Tin quyết sẽ bảo vệ được vương quyền cùng gìn giữ nước Anh khỏi ảnh hưởng của Rô-ma, Nữ vương nói với binh lính rằng bà sẽ chiến đấu bên cạnh họ. Đụng độ với hải lực Anh tại eo biển Manche rồi bị gió mạnh đánh dạt lên Bắc Hải, Armada rút về Tây Ban Nha, chỉ còn một nửa trong số 130 tàu chiến lúc xuất quân.
Elizabeth băng hà năm 69 tuổi. Thần dân than khóc Nữ vương, hàng ngàn người đổ ra đường phố London tiễn đưa bà trên lộ trình đến nơi an táng trong Điện Westminster. Elizabeth là quân vương cuối cùng của nhà Tudor. James VI của Scotland được tôn làm vua, thống nhất Scotland với nước Anh. Nhà Tudor cai trị nước Anh được 118 năm.

## Gia phả nhà Tudor

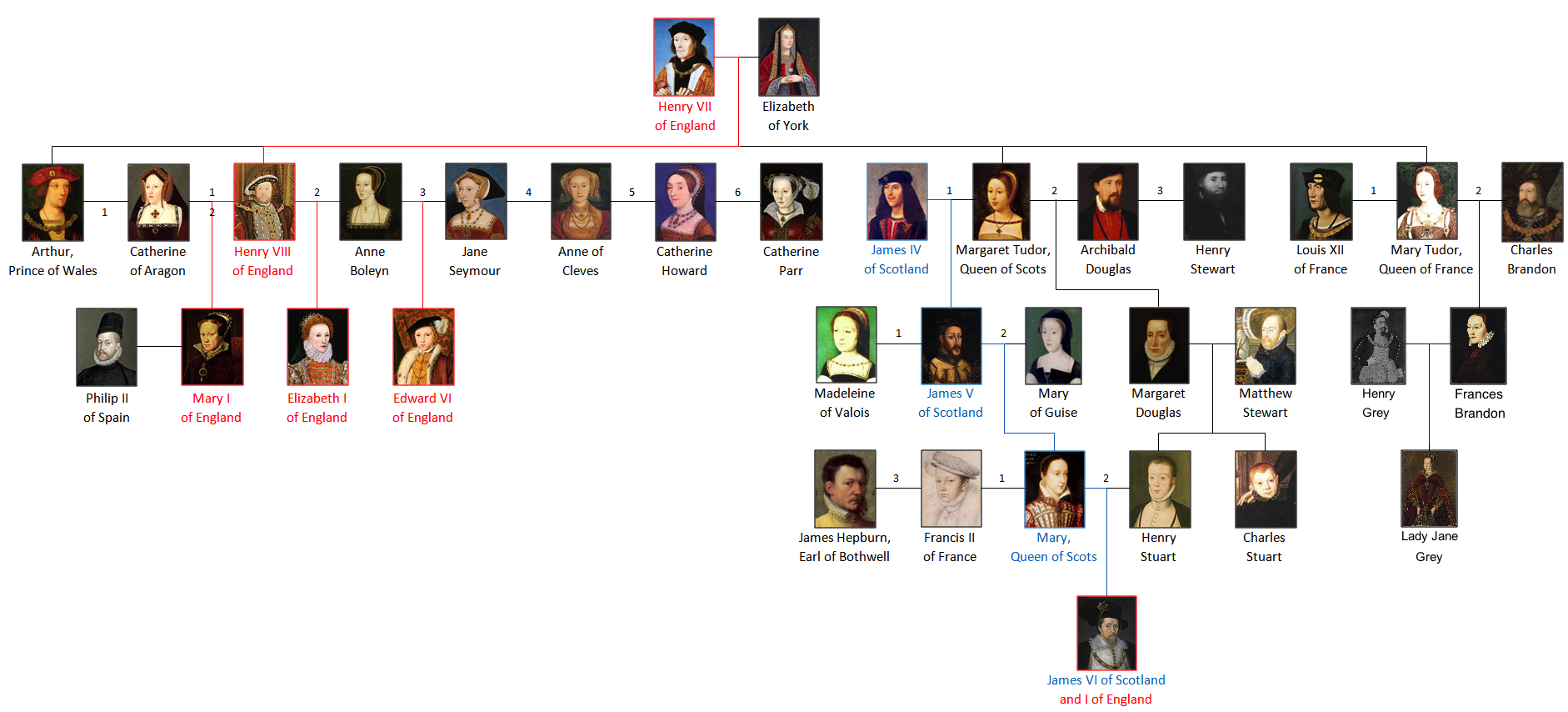
Cây gia phả các thành viên chính của Nhà Tudor.

| Chân dung      | Tên         | Ngày sinh                                 | Đăng quang                                                                             | Hôn nhân | Ngày mất                                                       | Xuất thân |
| -------------- | ----------- | ----------------------------------------- | -------------------------------------------------------------------------------------- | --- | -------------------------------------------------------------- | --- |
| Henry VII      | Henry VII   | 28 tháng 1 năm 1457 Lâu đài Pembroke      | 22 tháng 8 năm 1485 (đăng quang tại Tu viện Westminster vào ngày 30 tháng 10 năm 1485) | Elizabeth xứ York                                                                                                 | 21 tháng 4 năm 1509 Cung điện Richmond 52 tuổi                 | Hậu duệ của Edward III của Anh thông qua mẹ là Lady Margaret Beaufort.                                                                  |
| Henry VIII     | Henry VIII  | 28 tháng 6 năm 1491 Cung điện Greenwich   | 21 tháng 4 năm 1509 (đăng quang tại Tu viện Westminster vào ngày 24 tháng 6 năm 1509)  | (1) Catalina xứ Aragón (2) Anne Boleyn (3) Jane Seymour (4) Anna xứ Kleve (5) Catherine Howard (6) Catherine Parr | 28 tháng 1 năm 1547 Cung điện Whitehall 55 tuổi                | Con trai của Henry VII với Elizabeth xứ York                                                                                            |
| Edward VI      | Edward VI   | 12 tháng 10, 1537 Cung điện Hampton Court | 28 tháng 1 năm 1547 (đăng quang tại Tu viện Westminster vào ngày 20 tháng 2 năm 1547)  | — | 6 tháng 7 năm 1553 Cung điện Greenwich 15 tuổi                 | Con trai của Henry VIII với Jane Seymour                                                                                                |
| Lady Jane Grey | Jane        | 1537 Công viên Bradgate                   | 10 tháng 7 năm 1553 (không có lễ đăng quang)                                           | Guildford Dudley                                                                                                  | 12 tháng 2 năm 1554, bị hành hình tại Tháp Luân Đôn 16–17 tuổi | Chắt của Henry VII; cháu của em gái của Henry VIII, Mary Brandon (nhũ danh Tudor), Công tước phu nhân xứ Suffolk; cháu họ của Edward VI |
| Mary I         | Mary I      | 18 tháng 2 năm 1516 Cung điện Placentia   | 19 tháng 7 năm 1553 (đăng quang tại Tu viện Westminster vào ngày 1 tháng 10 năm 1553)  | Felipe II của Tây Ban Nha                                                                                         | 17 tháng 11 năm 1558 Cung diện Thánh James 42 tuổi             | Con gái của Henry VIII với Catalina của Aragón, biệt danh là "Mary khát máu" vì hỏa thiêu những người Kháng Cách trong lúc trị vì.      |
| Elizabeth I    | Elizabeth I | 7 tháng 9 năm 1533 Cung Greenwich         | 17 tháng 11, 1558 (đăng quang tại Điện Westminster ngày 15 tháng 1, 1559)              | — | 24 tháng 3 năm 1603 Cung Richmond 69 tuổi                      | Con gái của Henry VIII với Anne Boleyn; còn gọi là "Nữ vương Đồng trinh" hay "Gloriana".                                                |